# AKSM-743
AKSM-743 (АКСМ-743) – tramwaj wyprodukowany na potrzeby trakcji tramwajowej w Mińsku przez Biełkommunmasz (Белкоммунмаш) w 2001 roku. Tramwaj został wyprodukowany w jednym egzemplarzu.
W 2009 wyprodukowano 2 egzemplarze modelu 843 będące rozwinięciem konstrukcyjnym 743.